# Просіек
Просіек (словац. Prosiek) — село, громада округу Ліптовський Мікулаш, Жилінський край, регіон Ліптов. Кадастрова площа громади — 12,65 км².
Населення 213 осіб (станом на 31 грудня 2018 року).

## Географія
Протікає річка Просічанка. Розташований природний заповідник Просецька долина.

## Історія
Просіек згадується 1287 року.

## Населення
| Рік:            | 1994. | 2004.   | 2014.   | 2024.    |
| --------------- | ----- | ------- | ------- | -------- |
| Кількість осіб: | 205   | 192     | 194     | 244      |
| Різниця:        |       | -6,34 % | +1,04 % | +25,77 % |

| Рік:            | 2023. | 2024.   |
| --------------- | ----- | ------- |
| Кількість осіб: | 238   | 244     |
| Різниця:        |       | +2,52 % |